# Люй Хуэйхуэй
Люй Хуэйхуэ́й (кит. упр. 吕会会, пиньинь Lǚ Huìhuì; 26 июня 1989) — китайская копьеметательница. Участница Олимпиады 2012 в Лондоне, серебряный призёр чемпионата мира 2015 по лёгкой атлетике в Пекине в метании копья.

## Карьера
Люй Хуэйхуэй родилась в 1989 году в уезде Чанъюань (входившим в то время в состав городского округа Синьсян), где будучи подростком начала заниматься метанием копья. В 2005 году она стала пятой в национальном молодёжном чемпионате. Поступив в 2007 году в университет, Люй Хуэйхуэй прекратила свои спортивные выступления вплоть до 2010 года.
В 2012 году стала одним из лидеров мирового метания копья. В первом же старте сезона, метнув копьё на 63.78 метра, она улучшила свой предыдущий личный рекорд более чем на пять метров. На следующем старте с результатом 64.95 метров Лу смогла побить рекорд Азии, державшийся 11 лет. Заняв второе место на национальном гран-при, проходившем в Даляне, с результатом 64.86, спортсменка вошла в делегацию Китая на Олимпийские игры 2012 года.
Несмотря на то, что она никогда не выступала на крупных международных турнирах, метнув в квалификации Олимпиады копьё на 64.45, с пятого места она вошла в финальный турнир метания копья Игр, где с результатом 63.70 заняла пятое место.
2013 год начала с рекорда Азии, на сей раз на национальном соревновании в Чжаоцине метнув копьё на 65.62. 27 апреля 2014 года Международная ассоциация легкоатлетических федераций (IAAF) объявила, что в допинг-пробе, взятой в 2013 году, были обнаружены запрещённые препараты, что повлекло за собой аннулирование результатов и дисквалификацию спортсменки на 1 год — с 27 апреля 2013 года по 26 апреля 2014 года.
На Чемпионате мира по лёгкой атлетике, проходившем в 2015 году Пекине, Лю Хуэйхуэй, метнув копьё на 66.13 и тем самым обновив в очередной раз рекорд Азии, до самой последней попытки была лидером соревнования. Однако её соперница, немка Катарина Молитор, последней попыткой метнула копьё на 67.69, показав тем самым восьмой результат в истории метания копья и выиграв золотую медаль. Люй Хуэйхуэй стала серебряным призёром чемпионата.
На предолимпийском чемпионате мира, который состоялся в Катаре в 2019 году, китайская спортсменка в метание копья в финале стала третьей, показав результат 65,49 м и стала бронзовым призёром мирового первенства.